# Homestead (Wisconsin)
Homestead es un pueblo ubicado en el condado de Florence en el estado estadounidense de Wisconsin. En el Censo de 2010 tenía una población de 336 habitantes y una densidad poblacional de 2,39 personas por km².

## Geografía
Homestead se encuentra ubicado en las coordenadas 45°45′10″N 88°16′14″O / 45.75278, -88.27056. Según la Oficina del Censo de los Estados Unidos, Homestead tiene una superficie total de 140.72 km², de la cual 139.51 km² corresponden a tierra firme y (0.86%) 1.21 km² es agua.

## Demografía
Según el censo de 2010, había 336 personas residiendo en Homestead. La densidad de población era de 2,39 hab./km². De los 336 habitantes, Homestead estaba compuesto por el 97.62% blancos, el 0% eran afroamericanos, el 0.3% eran amerindios, el 1.19% eran asiáticos, el 0% eran isleños del Pacífico, el 0% eran de otras razas y el 0.89% pertenecían a dos o más razas. Del total de la población el 0% eran hispanos o latinos de cualquier raza.